# 横溝洋一郎
横溝 洋一郎（よこみぞ よういちろう、1956年11月1日 - ）は、山口県を拠点に活躍する日本のフリーアナウンサー。元テレビ山口 (tys) アナウンサー。血液型はAB型。

## 人物・経歴
山口県下関市出身。山口県立下関西高等学校、山口大学文理学部（現在の人文学部）中国哲学研究室を卒業後、1980年にテレビ山口へ入社。情報番組・報道番組を中心に担当。
2009年10月に山口東部本社（周南支局）に異動（2016年8月末まで）。定年後も嘱託職として在籍後、フリーアナウンサーに転身。
趣味は、小旅行。「単刀直入」をモットーにしている。

## 現在の担当番組
- mix - 取材リポート、ナレーション

## 過去の担当番組
- ティータイム2
- おしゃべり土曜日
- TYSナウ
- よこチャンネル
- 朝のホットライン - TYSホットラインアナ
- ザ・ベストテン - TYS中継リポーター[1]
- ビッグモーニング - TYS中継リポーター
- 報道スペシャル「国鉄最後の夜」（1987年3月31日 SLやまぐち号 移動生中継）
- 39時間テレビ （1993年1月1日 下関駅からの生中継）
- tysスーパー編集局
- やまぐち情報ワイド やるっチャ!
- ちぐスマ! - ご意見番（月～水）
- tysニュースタイム - 取材リポート、ナレーション
- tysニュース